# Peru International Series 2023
Die Peru International Series 2023 im Badminton fand vom 11. bis zum 15. Oktober 2023 in Lima statt. Es war die fünfte Austragung der Veranstaltung.

## Sieger und Platzierte
| Disziplin    | Gold                         | Silber                       | Bronze                                       |
| ------------ | ---------------------------- | ---------------------------- | -------------------------------------------- |
| Herreneinzel | Fabio Caponio                | Uriel Canjura                | Howard Shu                                   |
| Herreneinzel | Fabio Caponio                | Uriel Canjura                | Giovanni Toti                                |
| Dameneinzel  | Inés Castillo                | Yasmine Hamza                | Vanessa Maricela Garcia Contreras            |
| Dameneinzel  | Inés Castillo                | Yasmine Hamza                | Eliana Zhang                                 |
| Herrendoppel | Rubén García Carlos Piris    | Jacobo Fernandez Alvaro Leal | José Guevara Diego Mini                      |
| Herrendoppel | Rubén García Carlos Piris    | Jacobo Fernandez Alvaro Leal | Nicolas Oliva Santiago Otero                 |
| Damendoppel  | Paula Lopez Lucía Rodríguez  | Jeslyn Chow Eliana Zhang     | Alisa Juleisy Acosta Nairoby Abigail Jiménez |
| Damendoppel  | Paula Lopez Lucía Rodríguez  | Jeslyn Chow Eliana Zhang     | Inés Castillo Paula La Torre                 |
| Mixed        | Jacobo Fernandez Paula Lopez | Rubén García Lucía Rodríguez | José Guevara Inés Castillo                   |
| Mixed        | Jacobo Fernandez Paula Lopez | Rubén García Lucía Rodríguez | Diego Mini Paula La Torre                    |